# Brayan Angulo
Brayan Alexis Angulo León (Cáli, 2 de novembro de 1989) é um futebolista colombiano que joga habitualmente a defesa.
Na época de 2007/2008 representou o Boavista Futebol Clube. No final da época foi dispensado e ficou livre até ao início de 2009. 